# 프랭크 키핑
프레드릭 키핑(영어: Frederick Keeping, 1867년 ~ ?)은 영국의 사이클 선수이다. 그는 아테네에서 열린 1896년 하계 올림픽에 사이클 국가대표로 참가했다.
키핑은 333m와 12시간 경기에 참가했다. 12시간 경기에서는 314.554km을 달려서 경기를 끝낸 두 명의 사이클 선수 중 한 명이었다. 그는 1위인 아돌프 슈말에 딱 한바퀴가 뒤져 있었다. 슈말은 314.997km를 달렸다. 333m 경기에서는 27.0초를 기록해서 다른 두 명의 선수와 함께 5위를 기록했다.

## 아마추어에 대한 논란
키핑은 그리스 주재 영국 대사관에서 하인으로 일했다. 여기에서 그와 다른 사이클 선수인 에드워드 바텔이 생계유지를 위해 일했다는 항의가 일어났다. 이로 인해 “신사가 아니라서 아마추어가 아닐수도 있다.”라는 주장을 낳기도 했다. 역사학자인 마이크 프라이스는 이렇게 말했다. 신사는 돈을 받고 뛰지 않으므로 진정한 아마추어가 맞다. 하인들은 돈을 받아야만 했으며, 즉 그들은 아마추어가 맞으므로 이러한 클레임은 묻혀버렸다.

## 올림픽 12시간 경기
6명의 선수가 아침 5시에 12시간 경기를 시작했다. 4명의 선수가 그리스인이었으며 “완벽하게 개같은(in total distress)” 경기를 2명만이 끝냈다.
리차드 D. 만델은 그의 책 《첫 근대 올림픽》(The First Modern Olympics)에 이렇게 써놓았다. “아무도 먹지 못했으며 물 같은 것을 홀짝이기만 했다. 배설물로 인해 지저분했으며 부상으로 인해 혼미하기까지 했다. 그들의 다리는 소름끼치는 소리를 내며 돌아갔다... 모두가 흐느끼는 소리를 들을 수 있었다.”
오스트리아의 아돌프 슈말은 벨로드롬을 900바퀴나 돌아서 키핑보다 한 바퀴 많이 돌았다. 경기 당일날에는 비와 바람이 불었으며, 즉 이 말은 관중들이 엄청나게 없었다는 말이 된다. 그리고 관심조차 별로 받지 못했는데, 이 경기는 “단조로운 경기(a montonous sight)”였기 때문이다.